# نورمان براون
نورمان براون (بالإنجليزية: Norman Brown)‏ (1 يناير 1885 في المملكة المتحدة - 1 يناير 1938 في المملكة المتحدة) هو لاعب كرة قدم بريطاني (وحمل سابقاً جنسية المملكة المتحدة لبريطانيا العظمى وأيرلندا) في مركز الهجوم. لعب مع نادي برينتفورد ونادي بلاكبول ونادي ساوثيند يونايتد ونادي سندرلاند ونادي لوتون تاون ونادي ميلوول ونادي  شيلدز الشمالية ‏ ونادي ويلينجتون.